# Janice Hahn

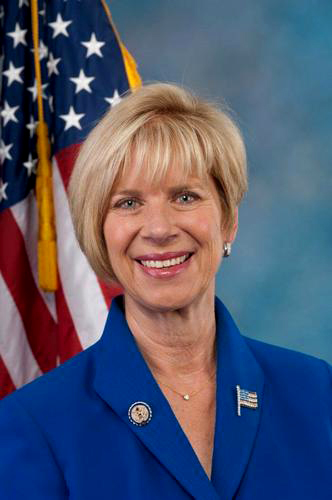
Janice Hahn (2011)

Janice Kay Hahn (* 30. März 1952 in Los Angeles, Kalifornien) ist eine US-amerikanische Politikerin. Seit 2011 vertrat sie den Bundesstaat Kalifornien im US-Repräsentantenhaus. Im Jahr 2016 verzichtete sie auf eine weitere Kongresskandidatur.  

## Werdegang
Janice Hahn studierte bis 1974 an der Abilene Christian University in Texas. Danach war sie als Lehrerin und private Geschäftsfrau tätig. Außerdem begann sie als Mitglied der Demokratischen Partei eine politische Laufbahn. 1993 kandidierte sie noch erfolglos für den Stadtrat von Los Angeles. Von 1997 bis 1999 gehörte sie der städtischen Reformkommission an. Im Jahr 1998 scheiterte eine erste Kandidatur für das US-Repräsentantenhaus. Zwischen 2001 und 2011 saß sie dann im City Council ihrer Heimatstadt. Im Jahr 2010 strebte sie erfolglos das Amt des Vizegouverneurs von Kalifornien an.
Nach dem Rücktritt der Kongressabgeordneten Jane Harman wurde Hahn bei der fälligen Nachwahl für den 36. Sitz von Kalifornien mit 54,6 % der Wählerstimmen gegen den Republikaner Craig Huey in das US-Repräsentantenhaus in Washington, D.C. gewählt, wo sie am 12. Juli 2011 ihr neues Mandat antrat. Sie gehört dem Ausschuss für Innere Sicherheit an. Nach einer erneuten Wiederwahl im Jahr 2012 vertritt Hahn seit dem 3. Januar 2013 als Nachfolgerin von Ken Calvert den 44. Wahlbezirk ihres Staates. Im Bürgerkrieg in Syrien lehnte sie 2015 einen Militärschlag ab.
Hahn gab 2015 bekannt, bei der im November 2016 stattfindenden Wahl zum Los Angeles County Board of Supervisors anzutreten, einem unabhängigen Verwaltungsgremium aus fünf Mitgliedern, die für vier Jahre gewählt werden. Nach der erfolgreichen Wahl zum Los Angeles County Board of Supervisors tritt sie ihr neues Amt am 1. Dezember 2016 an. Gleichzeitig erlischt ihr Mandat im Repräsentantenhaus; in der Vorwahl der Demokraten hatte sich im Herbst 2015 bereits ein breites Bewerberfeld für den als sicher demokratisch geltenden Sitz gebildet. Zur Nachfolgerin Hahns im Repräsentantenhaus wurde die Demokratin Nanette Barragán gewählt. 
Janice Hahn ist geschieden und hat drei erwachsene Kinder. Ihr älterer Bruder James war von 2001 bis 2005 Bürgermeister von Los Angeles. Sie lebt privat in San Pedro.